# Filippo Manfredi
Giovanni Filippo Tommaso Manfredi (surnommé Filippino), né le 8 mars 1731 à Lucques et mort le 12 juillet 1777, est un violoniste et compositeur italien.

## Biographie
Filippo Manfredi vient d'une famille musicienne dont plusieurs membres jouent dans la Capella di Palazzo, un orchestre renommé de Lucques. Ses premiers professeurs sont F. M Lucchesi et Domenico Ferrari, lui-même élève de Giuseppe Tartini.
En 1745 et 1746, il suit les cours de Pietro Nardini à Gênes. Manfredi est premier violon dans le Palatina Capella de Lucques à partir de 1758 et donne en tant que soliste de nombreux concerts dans différentes villes du nord de l'Italie.
Après une apparition conjointe à Milan avec Nardini, Giuseppe Cambini et le violoncelliste Luigi Boccherini, Manfredi fonde un duo avec ce dernier en 1762. Les deux musiciens se produisent à Vienne et jouent au Concert spirituel à Paris. L'ambassadeur d'Espagne à Paris leur assure alors un emploi dans l'orchestre privé de l'Infant d'Espagne. Manfredi est de nouveau actif dans la Capella di Palazzo de sa ville natale où il reste jusqu'à sa mort prématurée.

## Œuvres
- 6 Sonates pour violon et contrebasse op.1, (1769)
- Piccolo trio pour violon, alto et violoncelle
- Sonate en mi majeur pour violon et basse